# Славиша Ђурковић
Славиша Ђурковић (Никшић, 18. август 1968 — Никшић, 10. јун 2025) био је југословенски и српски фудбалер.
У каријери је играо за Сутјеску из Никшића, Леотар, Јединство из Приштине и Будућност из Ваљева.
Са младом репрезентацијом Југославије постао првак света на Светском првенству за младе у Чилеу 1987.
Преминуо је 10. јуна 2025. године у Никшићу.